# Chivres-Val
Chivres-Val è un comune francese di 597 abitanti situato nel dipartimento dell'Aisne della regione dell'Alta Francia.

## Società

### Evoluzione demografica
Abitanti censiti